# Régie des transports métropolitains
Pour les articles homonymes, voir RTM.
La Régie des transports métropolitains (RTM), anciennement Régie des transports de Marseille, est un opérateur de transports en commun de La Métropole Mobilité.
La Régie des transports de Marseille est une régie créée en 1986 en remplacement de la Régie autonome des transports de la ville de Marseille (RATVM). Sa tutelle est passée à la communauté urbaine Marseille Provence Métropole en 2001, puis à la métropole d'Aix-Marseille-Provence en 2016. À cette occasion, elle adopte le nom de Régie des transports métropolitains.

## Réseau
La RTM exploite les réseaux de transport :
- à Marseille historiquement (deux lignes de métro, trois lignes de tramway, les autobus — qui desservent également Allauch, Plan-de-Cuques et Septèmes-les-Vallons — trois services maritimes avec la navette, le bateau desservant les îles du Frioul et le ferry-boat) ;
- le réseau Ciotabus, le Réseau des Cigales ainsi que Les Bus des Collines (Transmétropole) desservant La Ciotat, Ceyreste, Gémenos, Allauch, Ensuès-la-Redonne et le Rove (via sa filiale RTM Est Metropole) ;
- le réseau Ulysse desservant Martigues, Port de Bouc, Saint-Mitre-les-Remparts (via sa filiale RTM Ouest Métropole) ;
- les lignes de l'Agglo à Aubagne (via sa filiale TPE - Transports du Pays de l'Étoile) ;
- deux services de transport à la demande pour les personnes en situation de handicap (LeBus+ à la demande et Mobimétropole) ;
- une partie du réseau LeCar, LeCar+ et Zou! dans les territoires de la métropole Aix-Marseille Provence, du département des Bouches-du-Rhône, du Gard, du Vaucluse, des Alpes de Haute-Provence et du Var par le biais de sa filiale Régie départementale des transports des Bouches-du-Rhône (RDT13).
- ainsi que :
  - la Gare routière internationale de Marseille Saint-Charles,
  - seize parkings relais à Marseille et un à La Ciotat.

### Le réseau en chiffre
| Année | Nombre de validation |
| ----- | -------------------- |
| 2010  | 68 600 000           |
| 2011  | 69 300 000           |
| 2012  | 72 100 000           |
| 2013  | 66 800 000           |
| 2014  | 67 600 000           |
| 2015  | 66 800 000           |
| 2016  | 62 300 000           |
| 2017  | 62 100 000           |
| 2018  | 66 400 000           |
| 2019  | 64 100 000           |
| 2020  | 35 300 000           |
| 2021  | 46 000 000           |
| 2022  | 51 500 000           |

## Histoire

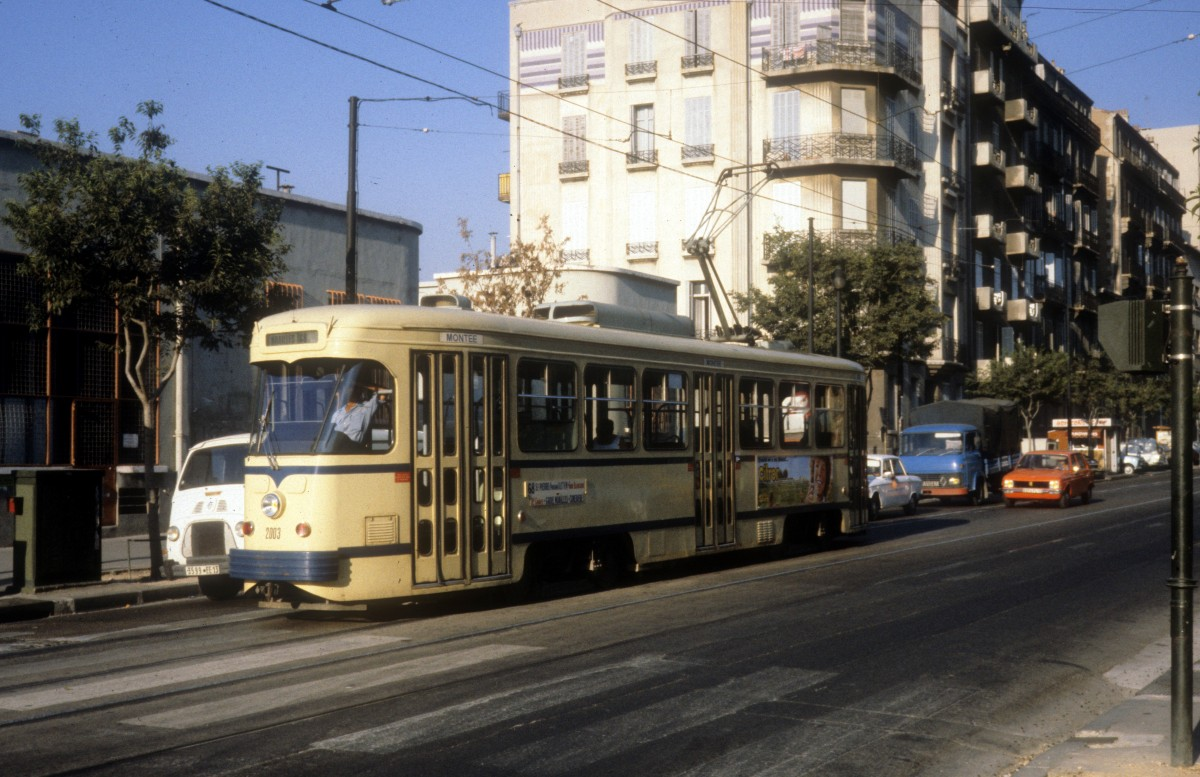
Un tramway sur la ligne 68, en 1979.

La Régie autonome des transports de la ville de Marseille (RATVM) est créée par un décret du 24 juin 1950 pour succéder à la Compagnie générale française de tramways, jusque-là concessionnaire du réseau de tramway.
Dans les années 1950 et 1960, des trolleybus puis des autobus remplacent la totalité des lignes de tramway à l'exception de la ligne 68. En 1964, la RATVM propose la construction d'une ligne souterraine de métro de 7,4 kilomètres et desservant dix stations entre Les Chartreux et le Rond-Point du Prado en passant par la gare Saint-Charles. C'est sur cette base qu'est étudiée puis construite la première ligne du métro de Marseille, qui ouvre en 1977. La seconde ligne est ouverte en 1984.
Pendant de nombreuses années, la RATVM participe au système clientéliste mis en place par le maire de Marseille Gaston Defferre. Les coûts de fonctionnement augmentent et une réforme finit par être mise en œuvre : le 23 juin 1986, par une délibération du conseil municipal, la Régie des transports de Marseille succède à la RATVM et de nouvelles méthodes de gestion sont mises en place pour réduire les coûts et améliorer la ponctualité,.
À la création de la communauté urbaine Marseille Provence Métropole (MPM) en 2001, celle-ci reçoit la compétence en matière de transports : la tutelle de la RTM passe de la ville de Marseille à celle de MPM.

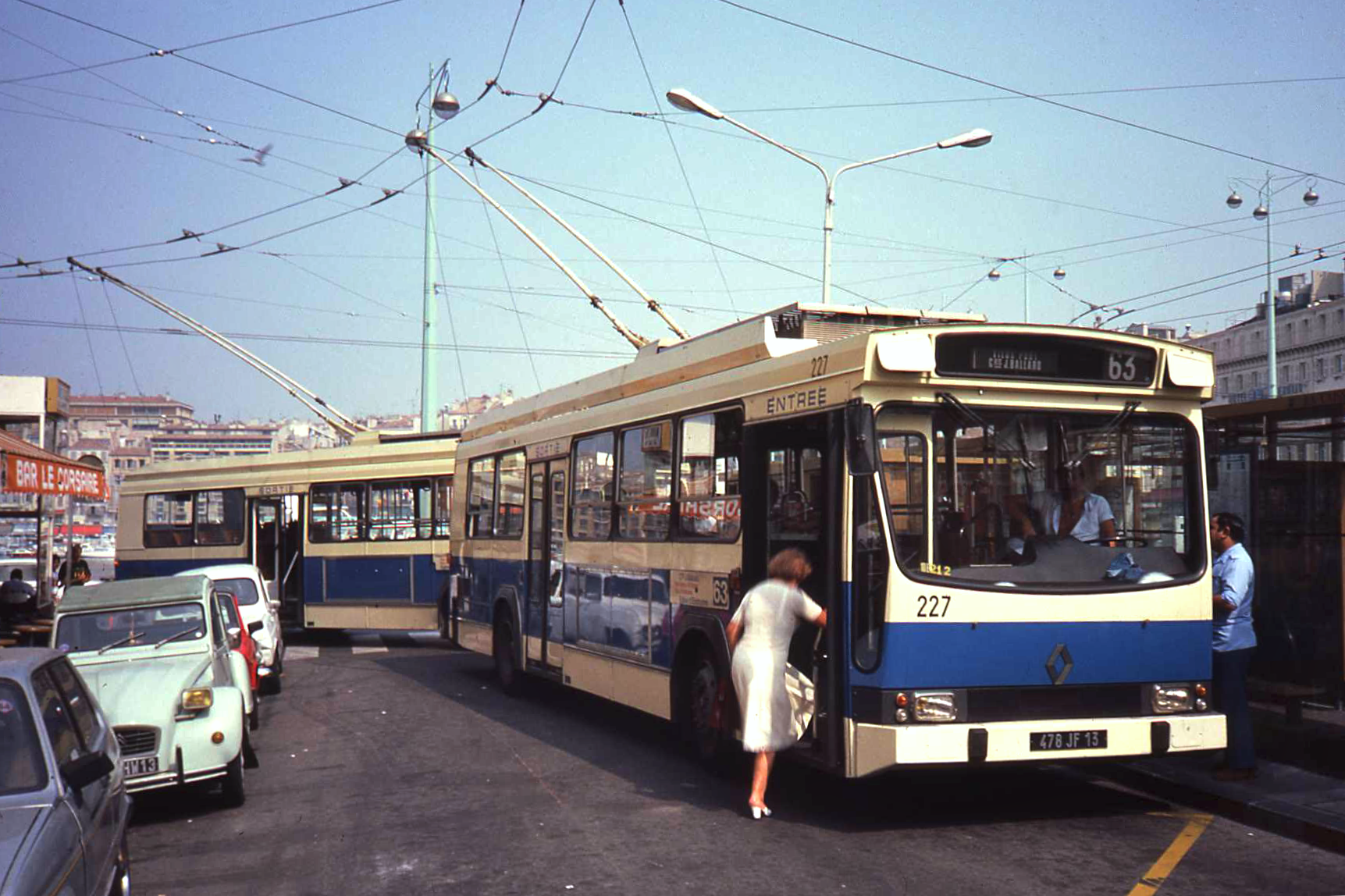
Un trolleybus de la ligne 63 en 1984.

En 2005, la communauté urbaine décide de confier le nouveau réseau de tramway, alors en construction, à une délégation de service public. Seul candidat, le groupement Le Tram constitué par la RTM et la Connex remporte le marché. Cette décision provoque une longue grève des agents de la RTM qui souhaitent que le réseau demeure une régie publique. Malgré l'échec de cette grève deux décisions de justice administrative annulent la délégation de service public en juillet 2007 et janvier 2008 et, en juillet 2008, le tramway revient entièrement dans le giron de la RTM,.
En 2012, MPM confie à la RTM la gestion de la gare routière de Saint-Charles et, en 2014, celle du réseau Ciotabus (qui dessert La Ciotat et Ceyreste) via la filiale RTM Est-Métropole.
Le 1er janvier 2016, la RTM passe sous la tutelle de la métropole d'Aix-Marseille-Provence nouvellement créée et adopte le nom de Régie des transports métropolitains. À partir du 1er janvier 2016, la filiale RTM Ouest-Métropole reçoit la gestion des bus de Martigues au sein du réseau Ulysse.
Depuis le 28 août 2017, une filiale de la RTM, Transports du Pays de l'Étoile, exploite les Lignes de l'Agglo du pays d'Aubagne et de l'Étoile en partenariat avec une société publique locale.

### Identité visuelle

#### Livrées
| Nom De La Livrée      | Date Du Début De L'Utilisation | Date De Fin De L'Utilisation    |
| --------------------- | ------------------------------ | ------------------------------- |
| Crème                 | Dans les années 1960           | 1989                            |
| Flèche                | 1982                           | 2013 (date de réforme du n°121) |
| Coupe du Monde        | Début 1998                     | Fin 1998                        |
| Fusion                | 1999                           | Août 2018                       |
| Vague                 | 2013                           | Toujours en Utilisation         |
| La Métropole Mobilité | 2018                           | Toujours en Utilisation         |

source : 

#### Logo

Logo de 1982, progressivement remplacé à partir de 1998[16]
Logo utilisé depuis 1998 ; les trois barres du "M" évoquent le nombre 111, nombre de quartiers de Marseille[16]

## Organisation - Gouvernance
La Régie des transports métropolitains est un opérateur de la métropole d'Aix-Marseille-Provence (avant 2016, de la communauté urbaine de Marseille) régi par loi n° 82-1153 du 30 décembre 1982 d'organisation des transports intérieur, le décret n° 85-891 du 16 août 1985 relatif aux transports urbains de personnes et aux transports routiers non urbains de personnes et un règlement intérieur adopté le 10 décembre 2010 par la communauté urbaine. Elle a le statut d'établissement public à caractère industriel et commercial.

### Conseil d'administration
Le conseil d'administration de la RTM est composé de 17 membres : 10 représentants de la métropole, un représentant du conseil départemental des Bouches-du-Rhône, un représentant de la chambre de commerce et d'industrie Marseille-Provence, deux représentants des usagers, trois représentants du personnel et une personne qualifiée. Les relations entre l'autorité de tutelle (précédemment la communauté urbaine, aujourd'hui la métropole) font l'objet depuis 2007 d'un contrat de service public,.

### Présidence
- Catherine Pila, Conseillère Métropolitaine LR de la Métropole d'Aix-Marseille-Provence (AMP), Conseillère municipale LR de la ville de Marseille.

### Direction générale
Le 8 juillet 2020, Hervé Beccaria devient Directeur Général de la RTM, en remplacement de Pierre Reboud, qui fait valoir ses droits à la retraite à 76 ans avec une indemnité de licenciement contestée de 247 267 euros bruts.

### Salariés
La RTM emploie 4 100 salariés en 2022.

## Réseaux
L'activité de la RTM concerne principalement la gestion des transports de Marseille et quelques communes environnantes où la RTM exploite les lignes de bus, métro, tramway et navette maritime.
Depuis 2012, la RTM s'est vu confier la gestion de services en dehors de ce périmètre historique : les bus de La Ciotat-Ceyreste, Martigues et Gémenos, la gare routière de Marseille Saint-Charles et le transport à la demande des personnes à mobilité réduite.

### Marseille

#### Bus

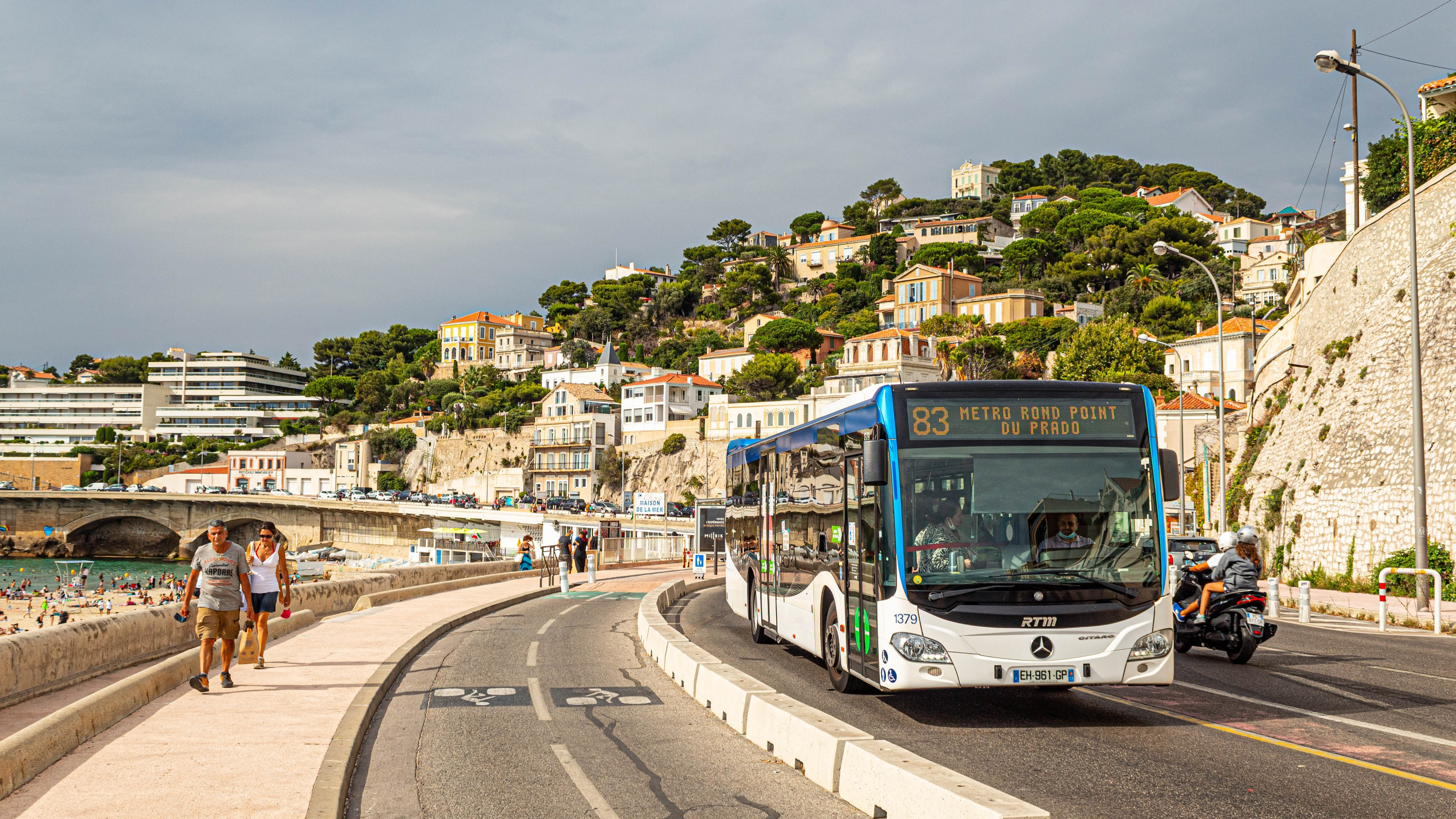
Un bus standard de la ligne 83 le long de la côte, en 2020.

La RTM exploite 118 lignes de bus à Marseille dont la numérotation et les trajets sont en grande partie encore hérités de l'ancien tramway de Marseille. Le réseau de bus représente 679,1 km (hors troncs communs) et compte 1 238 arrêts de bus. 1 600 chauffeurs conduisent les 640 autobus de la régie. Trois lignes de bus à haut niveau de service dites « Très Grand bus » existent actuellement.
Les bus circulent de 4 h 30 (selon les lignes) jusqu’à 21 h 30. Le réseau de nuit comprend en outre douze lignes régulières qui fonctionnent jusqu'à 0 h 45.
En 2019, Marsactu révèle l'existence d'une ligne de bus « Spécial MDM », reliant la place Castellane à la Madrague de Montredon sans desservir les plages, et dont le trajet et les horaires ne sont pas diffusés par la RTM. L'opposition y voit une preuve de clientélisme,. Marsactu retrace l'histoire de cette ligne créée sous la mandature de Jean-Claude Gaudin à la communauté urbaine, et initialement surnommée « clandestine » ; à partir de 2008, elle a sa fiche horaire, mais celle-ci n'est divulguée qu'aux comités d'intérêt de quartier.
Une restructuration importante du réseau de bus est actuellement à l’étude pour 2025.

#### Métro

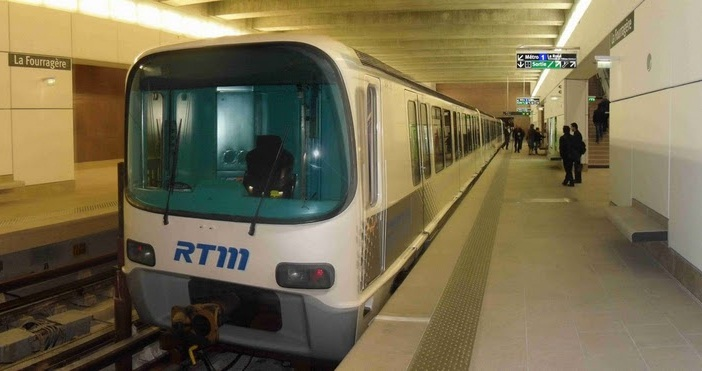
Une rame de métro à La Fourragère, en 2010.

La première ligne du métro de Marseille a été mise en service le 26 novembre 1977. Après de multiples extensions, le métro dessert aujourd’hui 29 stations et compte deux lignes pour 22,4 km :
- La Rose ↔ La Fourragère
- Gèze ↔ Sainte-Marguerite Dromel

Un prolongement de la ligne 2 vers le sud est à l'étude.
Le métro circule de 5 h 00 (4 h 50 au départ de Gèze) à 0 h 30 (dernier départ des terminus).
La RTM dispose de 36 rames MPM 76 (dont 35 en service) de quatre voitures pouvant accueillir chacune 400 passagers. Leur remplacement par les rames automatiques Neomma est prévu pour 2023.
Le réseau est peu accessible: seules cinq stations (Gèze sur la ligne 2, Blancarde, La Fourragère, Saint-Barnabé, Louis-Armand sur la ligne 1) peuvent être utilisées par les personnes à mobilité réduite.

#### Tramway

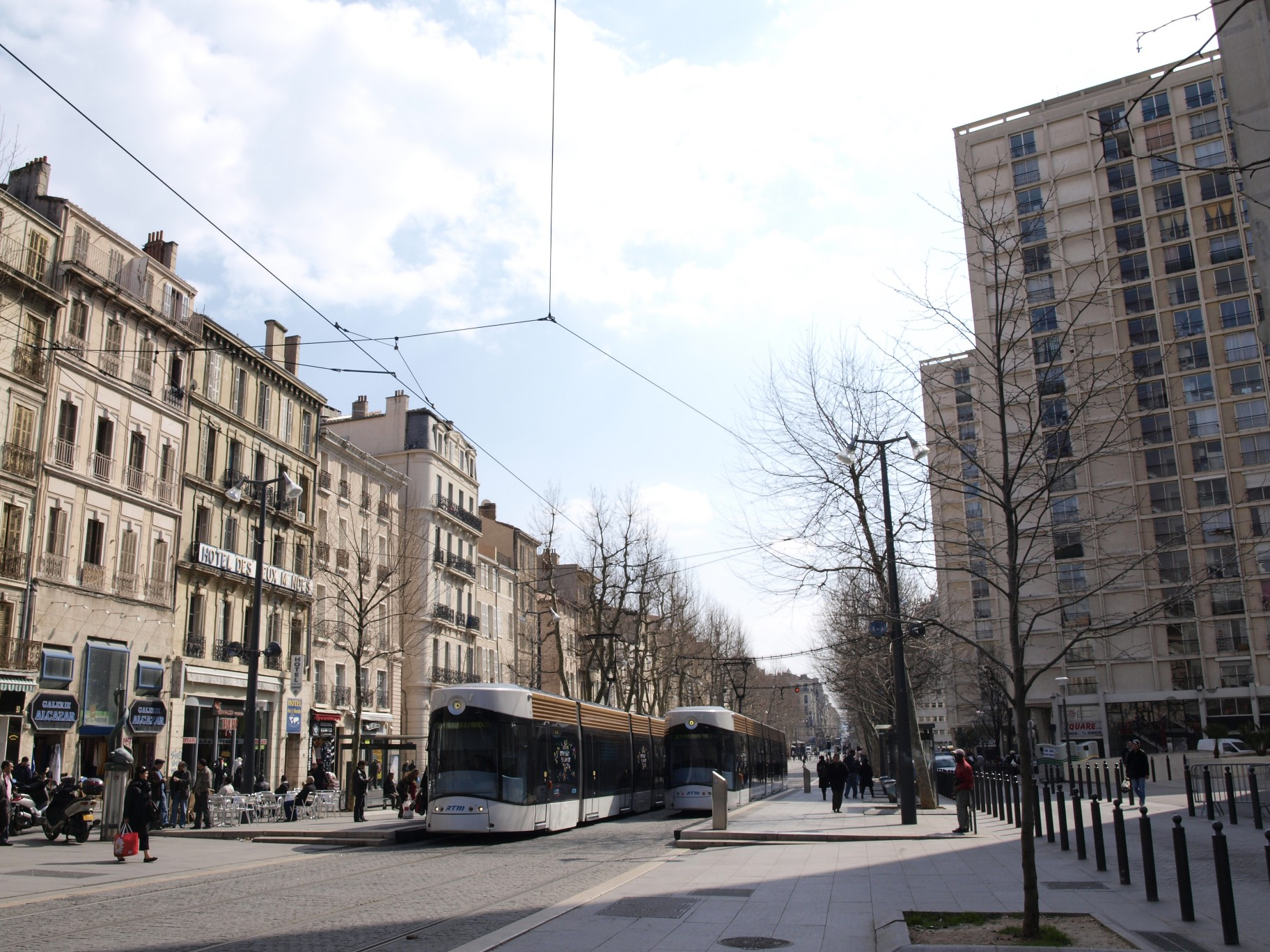
Deux tramways de la ligne 2 sur le cours Belsunce, en 2010.

L'ancien réseau de tramway a été démantelé après la Seconde Guerre mondiale. La dernière ligne subsistante a été fermée en 2004 pour la construction du nouveau réseau. Celui-ci, inauguré en 2007 compte aujourd'hui 32 arrêts et trois lignes pour 12,7 km :
- Noailles ↔ Les Caillols
- Arenc-Le Silo ↔ La Blancarde
- Arenc-Le Silo ↔ Castellane

Plusieurs prolongements sont envisagés et l'extension de la ligne 3 vers le sud est à l'étude.
La RTM possède 32 rames Bombardier Flexity Outlook pouvant accueillir 232 voyageurs chacune.

#### Transports maritimes
- Navettes maritimes

Le réseau

Un service de navettes maritimes reliant le Vieux-Port à la Pointe-Rouge a été testé à l'été 2012. Il a été depuis pérennisé avec l'ouverture de nouvelles liaisons vers L'Estaque (2013) et Les Goudes (2016). En 2014, les navettes ont transporté 423 000 passagers.
Les navettes circulent de mars à octobre, de 8 h à 19 h voire 22 h 30 durant l'été. La liaison Vieux-Port ↔ l'Estaque est prolongée hors saison estivale en 2019 à raison de 3 départs le matin et le soir. Si cette expérimentation est concluante, le service de la ligne pourrait être reconduit en 2020 avec également la liaison vers la Pointe-Rouge.
- Ferry-Boat

Depuis décembre 2015, les équipes assurent la gestion de la ligne historique du ferry-boat, qui relie les deux rives du Vieux-Port.
- Liaisons îles du Frioul (ex-Frioul If Express)

Depuis décembre 2019, la régie assure également l'exploitation des liaisons maritimes entre le Vieux Port et les îles du Frioul via lebateau.

#### Parking Relais
| Parking Relais        | Places Disponibles | Adresse                               |
| --------------------- | ------------------ | ------------------------------------- |
| Louis Armand          | 91                 | Boulevard Louis Armand 13012          |
| Bougainville          | 184                | Boulevard de Magallon 13015           |
| La Blancarde          | 200                | Boulevard Louis Frangin 13005         |
| Parc Chanot           | 300                | 114 Rond-Point du Prado 13008         |
| Einstein              | 260                | Avenue Einstein 13013                 |
| La Fourragère         | 737                | Avenue des Caillols 13012             |
| Frais Vallon          | 128                | Impasse de la Farandole 13014         |
| Gèze                  | 617                | Bld du Capitaine Gèze 13015 Marseille |
| St Jérôme             | 88                 | Rue de Pèbre d'Ail 13013              |
| La Rose               | 739                | Boulevard du Métro 13013              |
| Rond-Point du Prado   | 393                | Allée Grassi 13008                    |
| St-Just               | 257                | Boulevard Verd 13013                  |
| Ste Marguerite Dromel | 600                | Boulevard de l'Huveaune 13009         |
| Teisseire Dromel      | 110                | 74 rue R. Teisseire 13009             |
| La Timone             | 350                | Rue St Pierre 13005                   |
| Vallier               | 150                | 41 avenue Maréchal Foch 13004         |

### RTM Est-métropole
En juillet 2014, la RTM reprend en exploitation via sa filiale Est-métropole le réseau Ciotabus, qui comprend 7 lignes régulières desservant La Ciotat et Ceyreste.
Elle a ensuite repris deux réseaux dans le périmètre Transmétropole : le Réseau des Cigales et Les Bus des Collines élargissant ainsi les dessertes de la filiale aux villes de Gémenos, Allauch, Ensuès-la-Redonne et le Rove.

### RTM Ouest-métropole
Depuis janvier 2017, la RTM exploite via sa filiale Ouest-métropole les 12 lignes du réseau Ulysse qui desservent Martigues, Port-de-Bouc et Saint-Mitre-les-Remparts,.

### TPE - Transport du Pays de l'Etoile
Depuis le 28 août 2017, la RTM assure par ailleurs l'exploitation et l'entretien du tramway d'Aubagne, et depuis janvier 2023 elle exploite l’intégralité du Réseau de Transport « Lignes de l’Agglo » du Pays d’Aubagne et de l’Etoile au travers sa filiale TPE. 

### Transport à la demande
La RTM assure l'exploitation de deux services de transport à la demande exclusivement réservés aux personnes à mobilité réduite :
- LeBus+ à la demande (18 communes desservies)
- et Mobimetropole (15 communes desservies)

### Autres services
La RTM gère également :
- la gare routière de Marseille Saint-Charles ;
- Seize parc relais destiné à la clientèle de la RTM.

## Services aux usagers

### Information en temps réel
Le premier service d'information en temps réel des usagers créé par la RTM est « Top bus », installé en 1987 lors de l'ouverture complète de la ligne 2 du métro. Ce système comprend alors des télépancartes dans les stations de métro et des bornes afin de faciliter les correspondances.
En 1992, la RTM met en place des panneaux « Alphabus 21 » à la station Rond-point du Prado afin d'indiquer le passage des bus de la ligne 21, une des plus empruntées du réseau. La même année, des panneaux sont également installés à différents arrêts de la ligne,. À partir de 1998, ce système est remplacé par la « Localisation de sécurité, radio transmission, exploitation, information voyageurs » ou « LOREIV » exploité par Thalès puis par Navineo à partir de 2017.
Tous les arrêts de tramway et de « Très Grand Bus », toutes les stations de métro ainsi qu'une centaine d'arrêts de bus sont équipés de panneaux indiquant les prochains passages. L'ensemble des arrêts de bus sont équipés d'un flashcode permettant d'obtenir précisément l'heure du prochain passage, un service également disponible via l'application pour smartphone de la RTM ou sur envoi d'un texto.

### Points d'accueils et vente
La RTM compte 7 espaces clients dans les stations de métro et une agence centrale à Canebière-Bourse. Plus de 200 vendeurs sont également agréés sur tout le territoire.

## Tarification et billettique
Depuis le 26 avril 2010, la carte sans contact « Transpass » est le support billettique permettant de voyager sur la majeure partie des réseaux Transmétropole (RTM, Ciotabus, bus Transmétropole, navettes maritimes, vélo) ainsi que les trains express régionaux (TER) à Marseille et entre Marseille et Septèmes-les-Vallons.
La carte « Transpass » peut également être utilisée sur les ferries Frioul-If-Express, le réseau départemental « Cartreize ».
Le Conseil des jeunes métropolitains fait adopter une mesure par le conseil métropolitain qui propose au fraudeur de choisir de payer une amende ou de prendre un abonnement « Transpass ». La mesure doit être transformée en droit pour une possible mise en application en 2024.
Depuis l'été 2023, l'open payment est progressivement mis en place sur le réseau de la RTM. Il permet aux voyageurs d'acheter leurs titres de transport par un paiement sans contact depuis leur carte bancaire directement sur les terminaux de paiement électroniques (TPE), sans avoir à produire un titre de transport distinct. D'après Claude Faucher, directeur général délégué aux mobilités durables de la métropole : « Le nombre de validations grimpe en flèche et les recettes aussi » depuis l'instauration de ce mode de paiement.

## Controverses

### Mort de Saïd M’Hadi
Saïd M’Hadi est un homme en situation de handicap mental, âgé de 37 ans lorsqu'il meurt à Marseille le 22 septembre 2021 d'un syndrome asphyxique, alors qu’il venait d’être « amené au sol » par des contrôleurs de la RTM à la station de métro Joliette,. La RTM ne prend aucune mesure conservatoire contre les agents « traumatisés », qui ont depuis réintégré leur service. Une information judiciaire pour « violences volontaires ayant entraîné la mort sans intention de la donner » est confiée à un juge d’instruction deux jours après la mort. Un an plus tard, aucune garde à vue ni mise en examen n’a été prononcée dans ce dossier, et la commission rogatoire est toujours en cours,.

### Illégalité de l'indemnité de licenciement du DG
En juin 2022, un rapport de la  chambre régionale des comptes de la région PACA dévoile les conditions financières du départ de l'ancien directeur Pierre Reboud, à l'âge de 76 ans. Après avoir été maintenu en poste neuf ans de plus qu'il n'aurait dû (une stratégie de maintien qui peut être qualifiée de détournements de fonds publics et recel et qui lui a permis de toucher 2 millions d’euros sur la période) puis manœuvré pour activer une clause avantageuse de départ, il reçoit en 2020 une indemnité de licenciement indue de 247 267 €, dont la RTM demande finalement le remboursement.